# مامادو باه
مامادو باه (انگلیسی: Mamadou Bah؛ زادهٔ ۲۵ آوریل ۱۹۸۸) بازیکن فوتبال اهل گینه است که در پست هافبک بازی می‌کند.
از باشگاه‌هایی که در آن بازی کرده است می‌توان به باشگاه فوتبال اشتوتگارت و باشگاه فوتبال استراسبورگ اشاره کرد.
وی همچنین در تیم ملی فوتبال گینه بازی کرده است.